# Премия Коста
Премия Коста (англ. Costa Book Awards), с 1971 по 2005 год называлась Уитбредовской премией (Whitbread Book Awards) — одна из наиболее авторитетных литературных премий Великобритании, присуждавшихся авторам Великобритании и Ирландии.
Организаторы ставили своей задачей пропаганду чтения и поощрение произведений, способных распространить удовольствие от чтения в более широкой аудитории. В связи с этим премия Коста была более «демократичной», чем Букеровская премия.
Среди отмеченных этой премией есть произведения Шеймуса Хини, Джоан Роулинг, Айрис Мёрдок, Пола Теру, Филипа Пулмана, Ханны Лоу. Последнее награждение состоялось в 2022 году, после чего премия Коста прекратила свою работу.

## История
Уитбредовская премия была учреждена в 1971 году при поддержке компании Whitbread и присуждалась Ассоциацией книготорговцев Великобритании. Претендовать на награду, наряду с британскими писателями, могли также авторы из Ирландии. Первоначально премия именовалась по названию фирмы-спонсора Whitbread Group, работающей преимущественно в гостиничном и ресторанном бизнесе. В 2006 году обязанности главного спонсора взяла на себя входящая в Whitbread Group компания Costa Coffee, владеющая 600 мелкооптовыми магазинами по продаже кофе и 200 кофейнями на территории Великобритании, в связи с чем премия была переименована в Costa Book Awards.
В 1983 году лауреатом номинации «Детская книга» стал Роальд Даль за роман «Ведьмы», который принёс писателю его единственную детскую литературную награду. В 1989 году вокруг Уитбредовской премии разгорелся скандал: судьи собирались присудить победу в категории «Роман» Александру Стюарту за книгу The War Zone, но перед награждением премию отозвали из-за принципиальных разногласий между членами жюри. В итоге приз перешёл автору «Химической свадьбы» Линдсей Кларк.
В 2019 году Whitbread продала Costa Coffee — новым владельцем сети стала The Coca-Cola Company.
В 2021 году CEO компании Costa Coffee Джилл Макдоналд внезапно объявила о закрытии премии Коста без объяснения причин. В феврале 2022 года состоялось последнее награждение с общим призовым фондом 60 000 фунтов стерлингов.

## Номинации
Премия Коста присуждалась ежегодно в пяти основных номинациях: «Роман», «Дебютный роман», «Биография», «Детская книга» и «Поэзия»; лауреаты получали по 5000 фунтов стерлингов. Из пяти лауреатов выбирался абсолютный победитель, который получал 25 000 фунтов, а его произведению присваивался титул «книга года».
В 2012 году была также официально учреждена премия за лучший короткий рассказ, которая оценивалась отдельно от основных категорий. К выдвижению допускались ранее неопубликованные рассказы объёмом до 4000 слов; награда в размере 3500 фунтов присуждалась одному из анонимных авторов-номинантов путём публичного голосования.

## Лауреаты премии

### Роман
* — книга года.
- 1971 — Герда Чарльз[англ.], The Destiny Waltz
- 1972 — Сьюзен Хилл, «Ночная птица[англ.]»
- 1973 — Шива Найпол, The Chip-Chip Gatherers[англ.]
- 1974 — Айрис Мёрдок, «Механика небесной и земной любви[англ.]»
- 1975 — Уильям Макилвэнни[англ.], Docherty
- 1976 — Уильям Тревор, The Children of Dynmouth[англ.]
- 1977 — Берил Бейнбридж, Injury Time[англ.]
- 1978 — Пол Теру, Picture Palace
- 1979 — Дженнифер Джонстон, «Старая шутка»
- 1980 — Дэвид Лодж, How Far Can You Go?[англ.] *
- 1981 — Морис Литч[англ.], Silver's City[англ.]
- 1982 — Джон Уэйн, Young Shoulders[англ.]
- 1983 — Уильям Тревор, «Пасынки судьбы»
- 1984 — Кристофер Хоуп[англ.], Kruger’s Alp
- 1985 — Питер Акройд, «Хоксмур[англ.]»
- 1986 — Кадзуо Исигуро, «Художник зыбкого мира[англ.]»*
- 1987 — Иэн Макьюэн, «Дитя во времени[англ.]»
- 1988 — Салман Рушди, «Сатанинские стихи»
- 1989 — Линдсей Кларк[англ.], «Химическая свадьба[англ.]»
- 1990 — Николас Мосли[англ.], Hopeful Monsters *
- 1991 — Джейн Гардем, The Queen of the Tambourine[англ.]
- 1992 — Аласдер Грей, «Бедные-несчастные»
- 1993 — Джоан Брейди[англ.], Theory of War[англ.] *
- 1994 — Уильям Тревор, Felicia's Journey[англ.] *
- 1995 — Салман Рушди, «Прощальный вздох Мавра[англ.]»
- 1996 — Берил Бейнбридж, Every Man for Himself[англ.]
- 1997 — Джим Крейс, «Quarantine[англ.]»
- 1998 — Джастин Картрайт[англ.], Leading the Cheers
- 1999 — Роуз Тремейн, «Музыка и Тишина[англ.]»
- 2000 — Мэттью Нил[англ.], English Passengers[англ.] *
- 2001 — Патрик Нит[англ.], «Новоорлеанский блюз[англ.]»
- 2002 — Майкл Фрейн, «Шпионы[англ.]»
- 2003 — Марк Хэддон, «Загадочное ночное убийство собаки»*
- 2004 — Андреа Леви[англ.], Small Island[англ.] *
- 2005 — Али Смит, «Случайно[англ.]»
- 2006 — Уильям Бойд, «Неугомонная[англ.]»
- 2007 — Элисон Луиз Кеннеди[англ.], Day[англ.] *
- 2008 — Себастьян Барри, «Скрижали судьбы»*
- 2009 — Колм Тойбин, «Бруклин[англ.]»
- 2010 — Мэгги О’Фаррелл, «Рука, что впервые держала мою[англ.]»
- 2011 — Эндрю Миллер, «Чистота[англ.]»*
- 2012 — Хилари Мантел, «Введите обвиняемых»*
- 2013 — Кейт Аткинсон, «Жизнь после жизни[англ.]»
- 2014 — Али Смит, «Как быть двумя[англ.]»
- 2015 — Кейт Аткинсон, «Боги среди людей[англ.]»
- 2016 — Себастьян Барри, «Бесконечные дни[англ.]»*
- 2017 — Джон Макгрегор, Reservoir 13
- 2018 — Салли Руни, «Нормальные люди[англ.]»
- 2019 — Джонатан Коу, «Срединная Англия[англ.]»
- 2020 — Моник Роффи[англ.], «Русалка Чёрной Раковины[англ.]»*
- 2021 — Клэр Фуллер, Unsettled Ground[англ.][6]

### Дебютный роман
* — книга года.
- 1971–1973 — не присуждалась
- 1974 — Клэр Томалин, The Life and Death of Mary Wollstonecraft
- 1975 — Рут Сполдинг, The Improbable Puritan: A Life of Bulstrode Whitelocke
- 1976–1980 — не присуждалась
- 1981 — Уильям Бойд, «Хороший человек в Африке[англ.]»
- 1982 — Брюс Чатвин, On the Black Hill[англ.]
- 1983 — Джон Фуллер[англ.], Flying to Nowhere
- 1984 — Джеймс Бакен[англ.], A Parish of Rich Women
- 1985 — Джанет Уинтерсон, «Не только апельсины[англ.]»
- 1986 — Джим Крейс, Continent[англ.]
- 1987 — Фрэнсис Уиндхэм[англ.], The Other Garden
- 1988 — Пол Сейер[англ.], The Comforts of Madness[англ.] *
- 1989 — Джеймс Хэмилтон-Патерсон[англ.], Gerontius
- 1990 — Ханиф Курейши, «Будда из пригорода[англ.]»
- 1991 — Гордон Бёрн[англ.], Alma Cogan[англ.]
- 1992 — Джефф Торрингтон[англ.], Swing Hammer Swing! *
- 1993 — Рейчел Каск, Saving Agnes
- 1994 — Фред Д’Агюяр, The Longest Memory
- 1995 — Кейт Аткинсон, «Музей моих тайн[англ.]»*
- 1996 — Джон Ланчестер[англ.], «Рецепт наслаждения[англ.]»
- 1997 — Полин Мелвилл, The Ventriloquist’s Tale
- 1998 — Джайлз Фоден[англ.], «Последний король Шотландии[англ.]»
- 1999 — Тим Лотт[англ.], «Блю из Уайт-сити»
- 2000 — Зэди Смит, «Белые зубы[англ.]»
- 2001 — Сид Смит[англ.], Something Like A House
- 2002 — Норман Лебрехт, «Песня имён»
- 2003 — Ди Би Си Пьер, «Вернон Господи Литтл[англ.]»
- 2004 — Сьюзен Флетчер[англ.], Eve Green
- 2005 — Таш Оу[англ.], The Harmony Silk Factory
- 2006 — Стеф Пенни, «Нежность волков[англ.]»*
- 2007 — Кэтрин О’Флинн, «Что пропало[англ.]»
- 2008 — Сэди Джонс[англ.], «Изгой»
- 2009 — Рафаэль Селборн[англ.], Beauty[англ.]
- 2010 — Кишвар Десаи[англ.], Witness the Night
- 2011 — Кристи Уотсон, Tiny Sunbirds Far Away
- 2012 — Франческа Сигал, The Innocents
- 2013 — Нейтан Файлер[англ.], The Shock of the Fall[англ.] *
- 2014 — Эмма Хили[англ.], «Найти Элизабет»
- 2015 — Эндрю Майкл Хёрли[англ.], «Лоуни»
- 2016 — Фрэнсис Спаффорд[англ.], Golden Hill[англ.]
- 2017 — Гейл Ханимен[англ.], «Элеанор Олифант в полном порядке[англ.]»
- 2018 — Стюарт Тёртон[англ.], «Семь смертей Эвелины Хардкасл[англ.]»
- 2019 — Сара Коллинз, The Confessions of Frannie Langton
- 2020 — Ингрид Персо[англ.], Love After Love
- 2021 — Калеб Азума Нельсон[англ.], «В омут с головой[англ.]»[6]

### Детская книга
* — книга года.
- 1971 — не присуждалась
- 1972 — Румер Годден[англ.], The Diddakoi[англ.]
- 1973 — Алан Олдридж и Уильям Пломер[англ.], The Butterfly's Ball, and the Grasshopper's Feast[англ.]
- 1974 — Рассел Хобан и Квентин Блейк, How Tom Beat Captain Najork and His Hired Sportsmen; Джилл Пейтон Уолш[англ.], The Emperor’s Winding Sheet
- 1975 — не присуждалась
- 1976 — Пенелопа Лайвли, «Чтоб не распалось время[англ.]»
- 1977 — Шела Макдональд (Shelagh Macdonald), No End to Yesterday
- 1978 — Филиппа Пирс, The Battle of Bubble & Squeak
- 1979 — Питер Дикинсон, Tulku[англ.]
- 1980 — Леон Гарфилд[англ.], John Diamond
- 1981 — Джейн Гардам[англ.], The Hollow Land
- 1982 — Уильям Джесси Корбетт[англ.], The Song of Pentecost
- 1983 — Роальд Даль, «Ведьмы»
- 1984 — Барбара Уиллард[англ.], The Queen of the Pharisees' Children
- 1985 — Янни Хоукер[англ.], The Nature of the Beast
- 1986 — Эндрю Тейлор (Andrew Taylor), The Coal House
- 1987 — Джеральдин Маккорин[англ.], A Little Lower than the Angels
- 1988 — Джуди Аллен (Judy Allen), Awaiting Developments
- 1989 — Хью Скотт (Hugh Scott), Why Weeps the Brogan?
- 1990 — Питер Дикинсон, AK
- 1991 — Дайана Хендри[англ.], Harvey Angell
- 1992 — Джиллиан Кросс[англ.], The Great Elephant Chase
- 1993 — Энн Файн, «Мучные младенцы»
- 1994 — Джеральдин Маккорин[англ.], Gold Dust
- 1995 — Майкл Морпурго, The Wreck of the Zanzibar[англ.]
- 1996 — Энн Файн, The Tulip Touch
- 1997 — Эндрю Норрисс[англ.], Aquila
- 1998 — Дэвид Алмонд, «Скеллиг»
- 1999 — Джоан Роулинг, «Гарри Поттер и узник Азкабана»
- 2000 — Джамиля Гэвин[англ.], Coram Boy
- 2001 — Филип Пулман, «Янтарный телескоп»*
- 2002 — Хилари Маккей[англ.], Saffy's Angel[англ.]
- 2003 — Дэвид Алмонд, «Огнеглотатели[англ.]»
- 2004 — Джеральдин Маккорин[англ.], Not the End of the World[англ.]
- 2005 — Кейт Томпсон[англ.], The New Policeman[англ.]
- 2006 — Линда Ньюбери[англ.], Set in Stone[англ.]
- 2007 — Энн Келли[англ.], The Bower Bird
- 2008 — Мишель Магориан, Just Henry
- 2009 — Патрик Несс[англ.], «Вопрос и ответ[англ.]»
- 2010 — Джейсон Уоллес[англ.], Out of Shadows[англ.]
- 2011 — Мойра Янг[англ.], «Хроники песчаного моря[англ.]»
- 2012 — Салли Гарднер[англ.], «Червивая луна»
- 2013 — Крис Риддел, «Юная леди Гот и призрак мышонка»
- 2014 — Кейт Сондерс[англ.], Five Children on the Western Front
- 2015 — Фрэнсис Хардинг, «Дерево лжи»*
- 2016 — Брайан Конэгэн[англ.], The Bombs That Brought Us Together
- 2017 — Кэтрин Ранделл[англ.], «Исследователь»
- 2018 — Хилари Маккей[англ.], The Skylarks' War
- 2019 — Ясбиндер Билан[англ.], Asha & the Spirit Bird
- 2020 — Наташа Фаррант[англ.], Voyage of the Sparrowhawk
- 2021 — Манджит Манн[англ.], The Crossing[6]

### Биография
* — книга года.
- 1971 — Майкл Мейер[англ.], Henrik Ibsen
- 1972 — Джеймс Поуп-Хеннесси[англ.], Anthony Trollope
- 1973 — Джон Уилсон[англ.], CB: A life of Sir Henry Campbell-Bannerman
- 1974 — Эндрю Бойл[англ.], Poor Dear Brendan
- 1975 — Хелен Корк[англ.], In Our Infancy
- 1976 — Уинифред Герин[англ.], Elizabeth Gaskell
- 1977 — Найджел Николсон[англ.], Mary Curzon
- 1978 — Джон Григг[англ.], Lloyd George: The People’s Champion
- 1979 — Пенелопа Мортимер[англ.], About Time
- 1980 — Дэвид Ньюсом (David Newsome), On the Edge of Paradise: A. C. Benson the Diarist
- 1981 — Найджел Хэмилтон[англ.], Monty: The Making of a General
- 1982 — Эдвард Крэнкшоу[англ.], Bismarck
- 1983 — Виктория Глендиннинг[англ.], Vita: The Life of V. Sackville-West; Кеннет Роуз[англ.], «Король Георг V»
- 1984 — Питер Акройд, T. S. Eliot: A Life
- 1985 — Бен Пимлотт[англ.], Hugh Dalton: A Life
- 1986 — Ричард Мабей[англ.], Gilbert White
- 1987 — Кристофер Нолан[англ.], Under the Eye of the Clock *
- 1988 — Эндрю Норман Уилсон[англ.], Tolstoy
- 1989 — Ричард Холмс[англ.], Coleridge: Early Visions *
- 1990 — Энн Туэйт[англ.], A. A. Milne: His Life
- 1991 — Джон Ричардсон[англ.], A Life of Picasso *
- 1992 — Виктория Глендиннинг[англ.], Trollope
- 1993 — Эндрю Моушн[англ.], Philip Larkin: A Writer’s Life
- 1994 — Бренда Мэддокс[англ.], D. H. Lawrence: The Married Man
- 1995 — Рой Дженкинс, Gladstone
- 1996 — Диармайд Маккалох[англ.], Thomas Cranmer: A Life
- 1997 — Грэм Робб[англ.], «Жизнь Гюго»
- 1998 — Аманда Форман, Georgiana, Duchess of Devonshire
- 1999 — Дэвид Кэрнс[англ.], Berlioz, Volume Two
- 2000 — Лорна Сейдж[англ.], Bad Blood[англ.]
- 2001 — Дайана Сухами[англ.], Selkirk's Island
- 2002 — Клэр Томалин, Samuel Pepys: The Unequalled Self *
- 2003 — Дэвид Джон Тейлор[англ.], Orwell: The Life
- 2004 — Джон Гай[англ.], «„Мое сердце принадлежит мне“. Жизнь и судьба Марии Стюарт»
- 2005 — Хилари Спёрлинг[англ.], «Матисс»*
- 2006 — Брайан Томпсон (Brian Thompson), Keeping Mum
- 2007 — Саймон Себаг-Монтефиоре, «Молодой Сталин»
- 2008 — Дайана Атилл, Somewhere Towards the End
- 2009 — Грэм Фармело[англ.], The Strangest Man[англ.]
- 2010 — Эдмунд де Вааль[англ.], The Hare with Amber Eyes[англ.]
- 2011 — Мэттью Холлис[англ.], Now All Roads Lead to France[англ.]
- 2012 — Мэри Тэлбот[англ.] и Брайан Тэлбот, Dotter of Her Father's Eyes[англ.]
- 2013 — Люси Хьюз-Халлетт[англ.], The Pike[англ.]
- 2014 — Хелен Макдональд, «„Я“ значит „Ястреб“[англ.]»*
- 2015 — Андреа Вульф, «Открытие природы. Путешествия Александра фон Гумбольдта[англ.]»
- 2016 — Кэгги Кэрью (Keggie Carew), Dadland: A Journey into Uncharted Territory
- 2017 — Ребекка Стотт[англ.], In the Days of Rain
- 2018 — Барт ван Эс[англ.], «В поисках Лин. История о войне и о семье, утраченной и обретённой»*
- 2019 — Джек Фэруэтер[англ.], The Volunteer[англ.] *
- 2020 — Ли Лоуренс (Lee Lawrence), The Louder I Will Sing
- 2021 — Джон Престон[англ.], Fall: The Mystery of Robert Maxwell[6]

### Поэзия
* — книга года.
- 1971 — Джеффри Хилл, Mercian Hymns
- 1972–1984 — не присуждалась
- 1985 — Дуглас Данн[англ.], Elegies *
- 1986 — Питер Ридинг[англ.], Stet
- 1987 — Шеймас Хини, «Боярышниковый фонарь[англ.]»
- 1988 — Питер Портер[англ.], The Automatic Oracle
- 1989 — Майкл Донахи[англ.], Shibboleth
- 1990 — Пол Дуркан[англ.], Daddy, Daddy
- 1991 — Майкл Лонгли, Gorse Fires
- 1992 — Тони Харрисон[англ.], The Gaze of the Gorgon[англ.]
- 1993 — Кэрол Энн Даффи, Mean Time
- 1994 — Джеймс Фентон[англ.], Out of Danger
- 1995 — Бернард О’Донохью[англ.], Gunpowder
- 1996 — Шеймас Хини, The Spirit Level[англ.] *
- 1997 — Тед Хьюз, Tales from Ovid[англ.] *
- 1998 — Тед Хьюз, Birthday Letters[англ.] *
- 1999 — Шеймас Хини, Beowulf: A New Verse Translation[англ.] *
- 2000 — Джон Бёрнсайд[англ.], The Asylum Dance
- 2001 — Селима Хилл[англ.], Bunny
- 2002 — Пол Фарли[англ.], The Ice Age
- 2003 — Дон Патерсон[англ.], Landing Light[англ.]
- 2004 — Майкл Симмонс Робертс[англ.], Corpus
- 2005 — Кристофер Лог, Cold Calls
- 2006 — Джон Хейнс (John Haynes), Letter to Patience
- 2007 — Джин Спрэкленд[англ.], Tilt
- 2008 — Адам Фоулдз, The Broken Word
- 2009 — Кристофер Рид[англ.], A Scattering *
- 2010 — Джо Шепкотт[англ.], Of Mutability *
- 2011 — Кэрол Энн Даффи, The Bees
- 2012 — Кэтлин Джейми[англ.], The Overhaul
- 2013 — Майкл Симмонс Робертс[англ.], Drysalter
- 2014 — Джонатан Эдвардс[англ.], My Family and Other Superheroes
- 2015 — Дон Патерсон[англ.], 40 Sonnets
- 2016 — Элис Освальд, Falling Awake[англ.]
- 2017 — Хелен Данмор, Inside the Wave[англ.] *
- 2018 — Дж. О. Морган[англ.], Assurances
- 2019 — Мэри Джин Чан, Flèche
- 2020 — Иван Боланд[англ.], The Historians
- 2021 — Ханна Лоу, The Kids *[6]

### Рассказ
- 1971–1983 — не присуждалась
- 1984 — Дайан Роу (Diane Rowe), Tomorrow is our Permanent Address[6]
- 1985–2011 — не присуждалась
- 2012 — Аврил Джой, Millie and Bird
- 2013 — Анджела Ридман[англ.], The Keeper of the Jackalopes
- 2014 — Зои Гилберт (Zoe Gilbert), Fishskin, Hareskin
- 2015 — Дэнни Мёрфи (Danny Murphy), Rogey
- 2016 — Джесс Кидд (Jess Kidd), Dirty Little Fishes[7]
- 2017–2019 — не присуждалась
- 2020 — Тесса Шеридан (Tessa Sheridan), The Person Who Serves, Serves Again[8]
- 2021 — не присуждалась